# Saint-Joachim (Loire-Atlantique)
Pour les articles homonymes, voir Saint-Joachim.
Saint-Joachim (prononciation : [sɛ̃ ʒɔaʃɛ̃]) est une commune de l'Ouest de la France, située dans le département de la Loire-Atlantique, en région Pays de la Loire, au cœur du parc naturel régional de Brière.

## Géographie
Saint-Joachim, située au cœur de la Brière, en apparaît comme sa capitale.

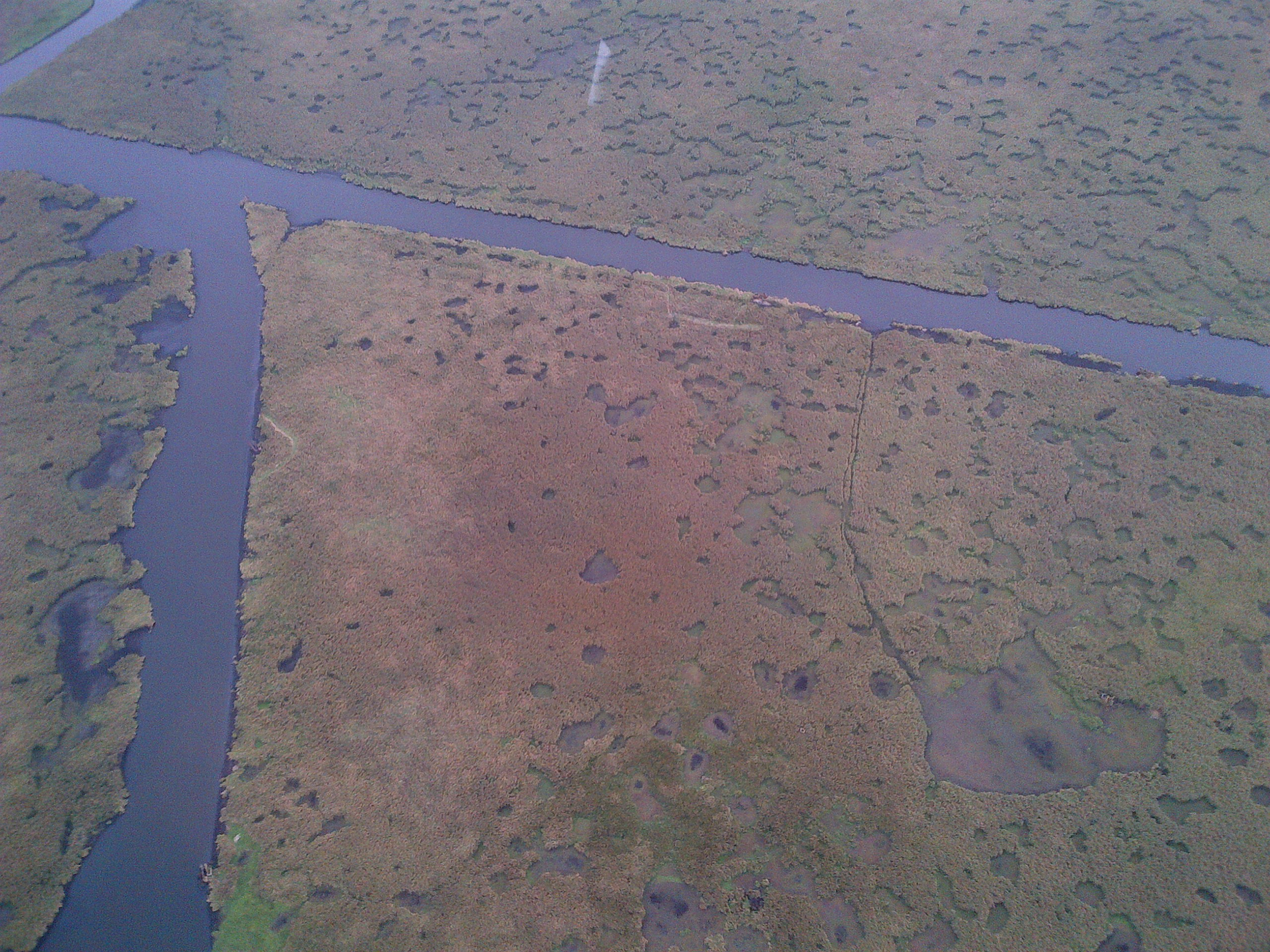
Vue aérienne de la Brière au sud-ouest du bourg de Saint-Joachim 1.
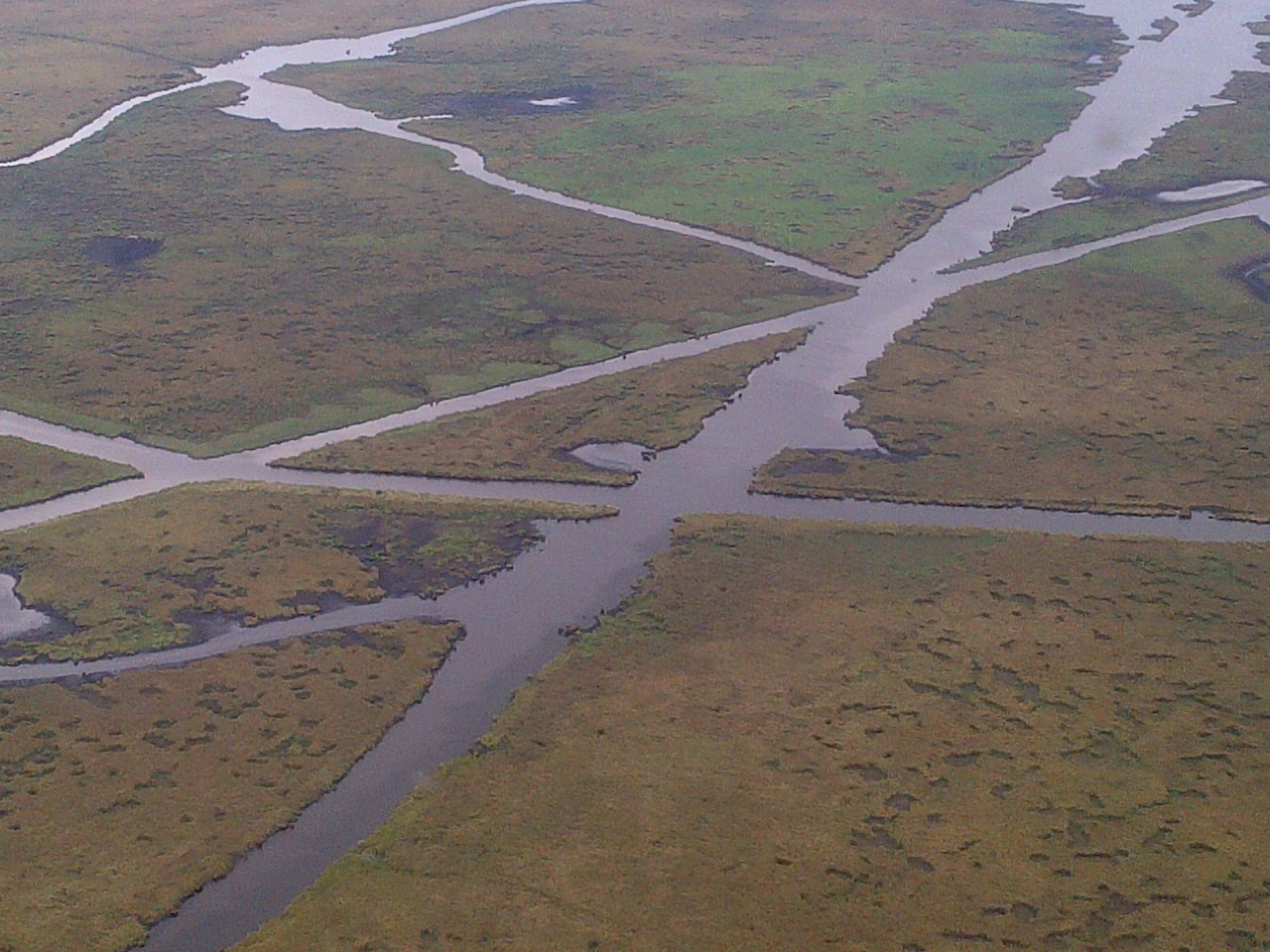
Vue aérienne de la Brière au sud-ouest du bourg de Saint-Joachim 2.

### Description

Situation de la commune de Saint-Joachim dans le département de la Loire-Atlantique

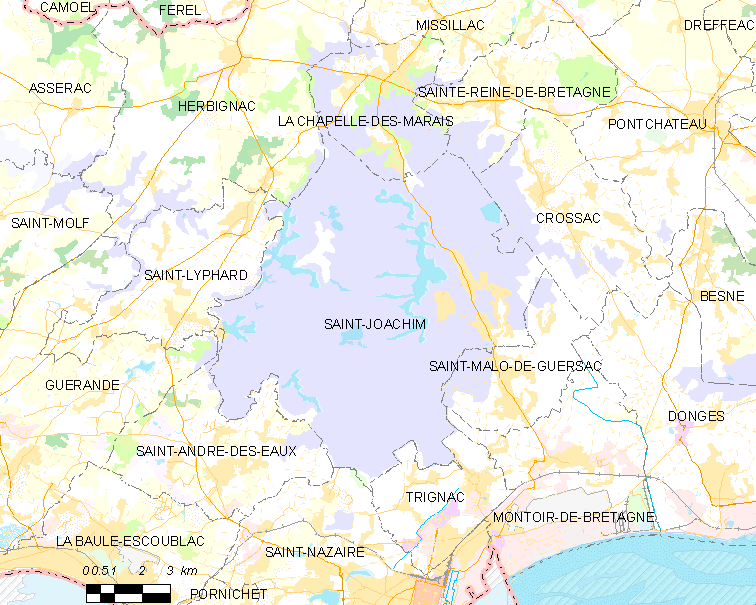
Carte de la commune de Saint-Joachim.

| Herbignac                     | La Chapelle-des-Marais  | Sainte-Reine-de-Bretagne Crossac |
| Saint-Lyphard                 | Saint-Joachim           | Saint-Malo-de-Guersac            |
| Guérande Saint-André-des-Eaux | Saint-Nazaire , Trignac | Montoir-de-Bretagne              |

Le finage de Saint-Joachim coïncide avec la majeure partie du marais de la Brière ; il est composé des "îles" de Pandille (ou Pendille) où se trouve le bourg, de Fédrun, de Mazin (ou Mazun), de Bais, d'Aignac, de Ménac et de Brécun (ou Brécan), toutes entourées par le marais de la Grande Brière Mottière.

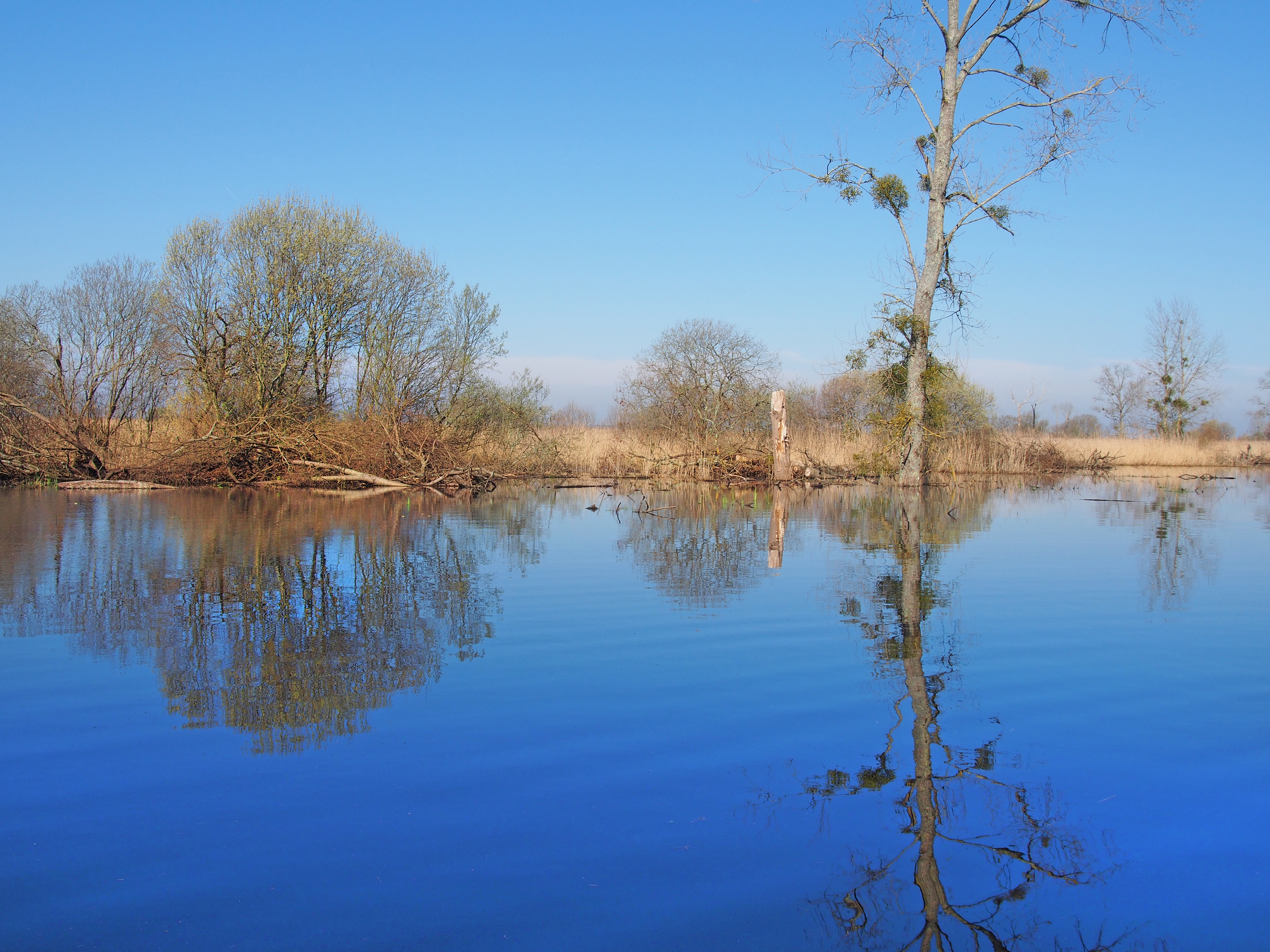
Le marais indivis de la Grande Brière Mottière à Saint-Joachim.
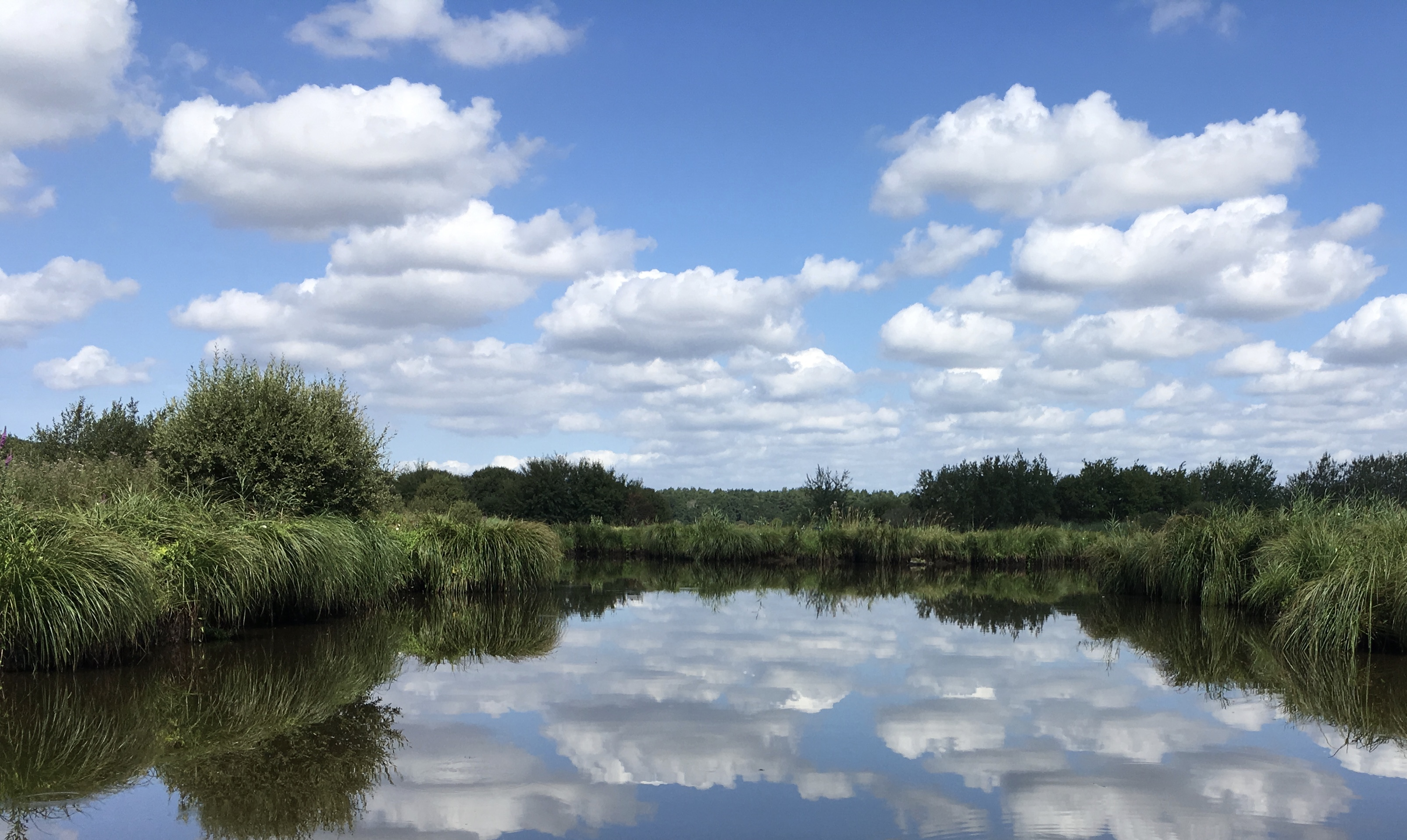
Le marais de Brière à proximité du port de Bréca.
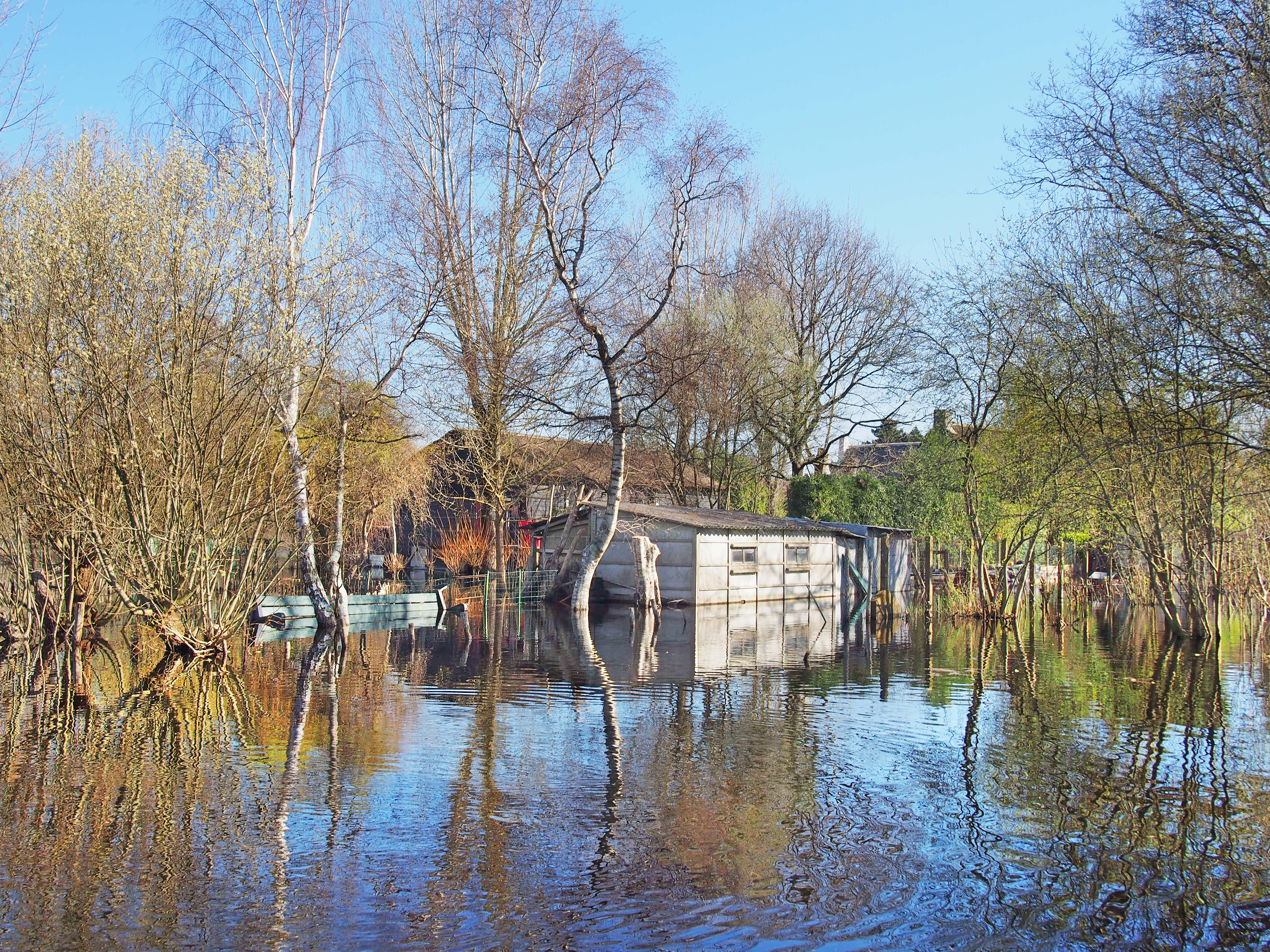
Île de Fédrun : maisons ayant leur accès particulier à la "curée", où est stationné le chaland familial.
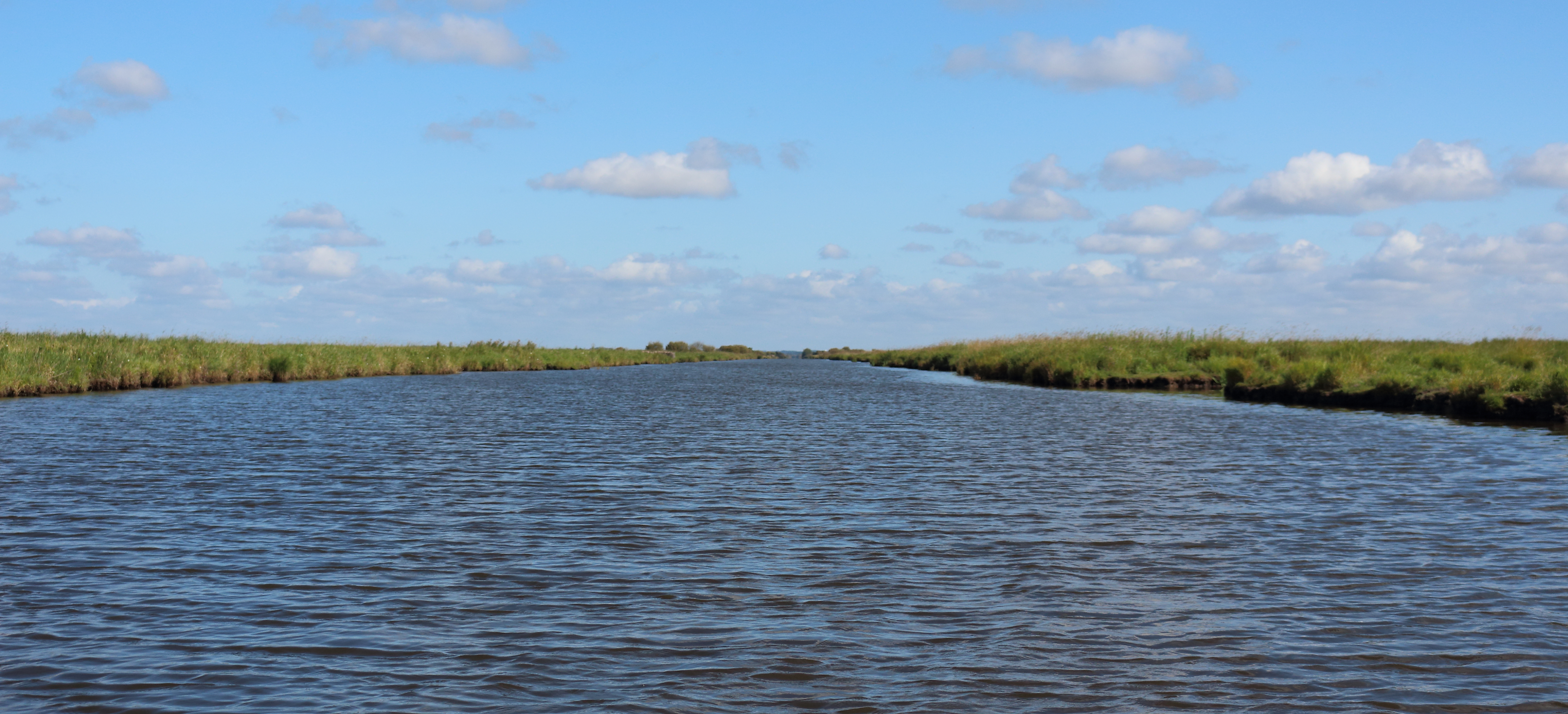
Le canal du Nord (commune de Saint-Joachim).

### Climat
Le climat qui caractérise la commune est qualifié, en 2010, de « climat méditerranéen altéré », selon la typologie des climats de la France qui compte alors huit grands types de climats en métropole. En 2020, la commune ressort du type « climat océanique » dans la classification établie par Météo-France, qui ne compte désormais, en première approche, que cinq grands types de climats en métropole. Ce type de climat se traduit par des températures douces et une pluviométrie relativement abondante (en liaison avec les perturbations venant de l'Atlantique), répartie tout au long de l'année avec un léger maximum d'octobre à février.
Les paramètres climatiques qui ont permis d’établir la typologie de 2010 comportent six variables pour les températures et huit pour les précipitations, dont les valeurs correspondent aux données mensuelles sur la normale 1971-2000. Les sept principales variables caractérisant la commune sont présentées dans l'encadré ci-après.
| Paramètres climatiques communaux sur la période 1971-2000 - Moyenne annuelle de température : 12,2 °C - Nombre de jours avec une température inférieure à −5 °C : 0,7 j - Nombre de jours avec une température supérieure à 30 °C : 3,1 j - Amplitude thermique annuelle : 12,5 °C - Cumuls annuels de précipitation : 730 mm - Nombre de jours de précipitation en janvier : 12,3 j - Nombre de jours de précipitation en juillet : 5,7 j |

Avec le changement climatique, ces variables ont évolué. Une étude réalisée en 2014 par la Direction générale de l'Énergie et du Climat complétée par des études régionales prévoit en effet que la  température moyenne devrait croître et la pluviométrie moyenne baisser, avec toutefois de fortes variations régionales. La station météorologique de Météo-France installée sur la commune et en service de 1976 à 2017 permet de connaître l'évolution des indicateurs météorologiques. Le tableau détaillé pour la période 1981-2010 est présenté ci-après.
| Mois                                  | jan.             | fév.            | mars          | avril         | mai             | juin           | jui.           | août           | sep.           | oct.            | nov.            | déc.            | année      |
| ------------------------------------- | ---------------- | --------------- | ------------- | ------------- | --------------- | -------------- | -------------- | -------------- | -------------- | --------------- | --------------- | --------------- | ---------- |
| Température minimale moyenne (°C)     | 3,3              | 3,3             | 5,3           | 6,6           | 9,6             | 11,8           | 13,2           | 12,6           | 10,4           | 8,5             | 5               | 3,2             | 7,8        |
| Température moyenne (°C)              | 6,3              | 6,7             | 9,2           | 11,1          | 14,4            | 17,2           | 18,9           | 18,7           | 16,3           | 13,1            | 8,9             | 6,4             | 12,3       |
| Température maximale moyenne (°C)     | 9,3              | 10,1            | 13,1          | 15,7          | 19,2            | 22,6           | 24,6           | 24,8           | 22,2           | 17,6            | 12,8            | 9,6             | 16,8       |
| Record de froid (°C) date du record   | −15,2 16.01.1985 | −12 10.02.1986  | −9,1 01.03.05 | −3 12.04.1986 | −0,6 07.05.1979 | 2,5 09.06.1989 | 5,1 31.07.1988 | 2,3 31.08.1986 | 0,3 28.09.1990 | −5,9 30.10.1997 | −9,1 20.11.1985 | −9,4 31.12.1996 | −15,2 1985 |
| Record de chaleur (°C) date du record | 16,4 24.01.16    | 19,5 23.02.1990 | 23,8 30.03.17 | 28,4 15.04.15 | 32,2 26.05.17   | 37,6 30.06.15  | 37,1 18.07.06  | 39 09.08.03    | 33,2 03.09.05  | 29,2 02.10.11   | 21,6 01.11.15   | 17,8 19.12.15   | 39 2003    |
| Précipitations (mm)                   | 88               | 67,8            | 60,3          | 62            | 65,2            | 43,8           | 45,1           | 36,2           | 69,2           | 98,7            | 91,4            | 96,9            | 824,6      |

## Urbanisme

### Typologie
Au 1er janvier 2024, Saint-Joachim est catégorisée ceinture urbaine, selon la nouvelle grille communale de densité à sept niveaux définie par l'Insee en 2022.
Elle appartient à l'unité urbaine de Saint-Nazaire, une agglomération intra-départementale regroupant 17  communes, dont elle est une commune de la banlieue,,. Par ailleurs la commune fait partie de l'aire d'attraction de Saint-Nazaire, dont elle est une commune de la couronne,. Cette aire, qui regroupe 24 communes, est catégorisée dans les aires de 200 000 à moins de 700 000 habitants,.

### Occupation des sols

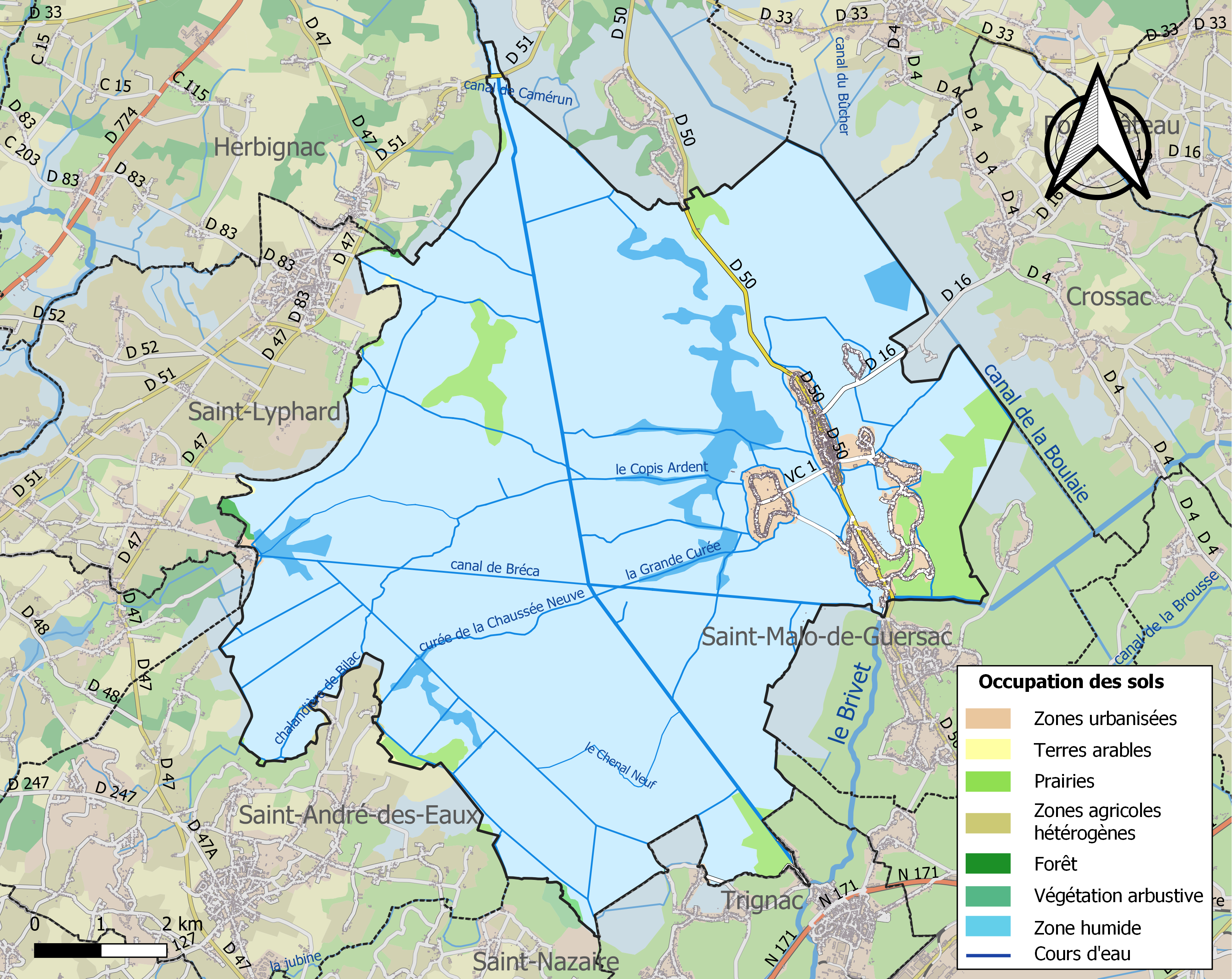
Carte des infrastructures et de l'occupation des sols de la commune en 2018 (CLC).

Le tableau ci-dessous présente l'occupation des sols de la commune en 2018, telle qu'elle ressort de la base de données européenne d’occupation biophysique des sols Corine Land Cover (CLC).
| Type d’occupation                                                                   | Pourcentage | Superficie (en hectares) |
| ----------------------------------------------------------------------------------- | ----------- | ------------------------ |
| Tissu urbain discontinu                                                             | 3,5 %       | 301                      |
| Terres arables hors périmètres d'irrigation                                         | 0,1 %       | 9                        |
| Prairies et autres surfaces toujours en herbe                                       | 5,4 %       | 466                      |
| Systèmes culturaux et parcellaires complexes                                        | 0,1 %       | 9                        |
| Surfaces essentiellement agricoles interrompues par des espaces naturels importants | 0,01 %      | 1                        |
| Forêts de feuillus                                                                  | 0,01 %      | 1                        |
| Forêts mélangées                                                                    | 0,13 %      | 11                       |
| Landes et broussailles                                                              | 0,08 %      | 7                        |
| Marais intérieurs                                                                   | 86,2 %      | 7449                     |
| Plans d'eau                                                                         | 4,5 %       | 388                      |
| Source : Corine Land Cover                                                          |             |                          |

L'occupation des sols montre que les marais occupent à eux seuls 86,2 % de la surface communale. La commune englobe en effet la majeure partie des marais de la Grande Brière.

## Toponymie

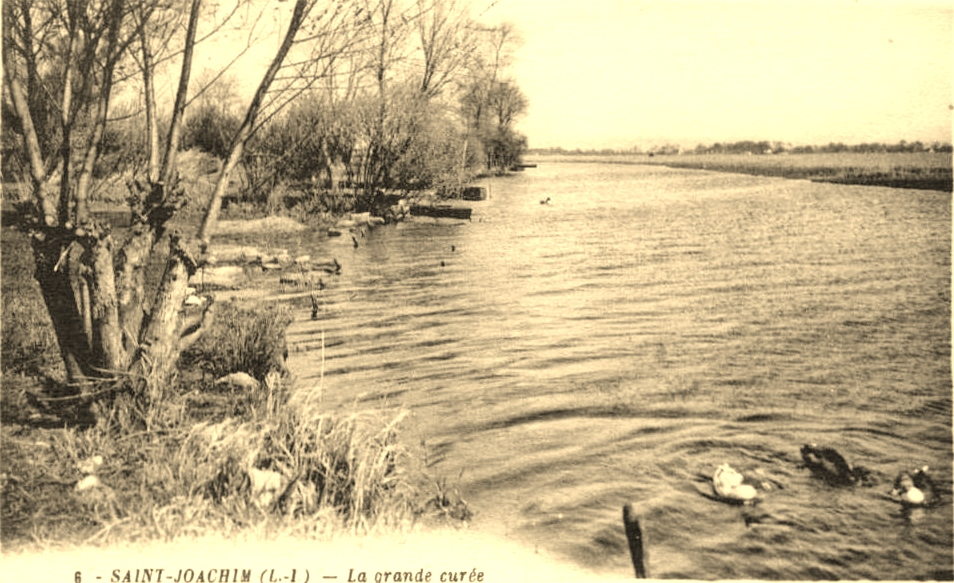
Saint-Joachim : la grande curée (carte postale, vers 1930).

La commune de Saint-Joachim est créée en 1790 et porte à l’origine le nom Les Îles. Ces îles sont ceinturées de canaux circulaires appelés « curées ». Ces îles sont celles de Pendille (ou Pandille), de Fédrun, de Mazin (ou Mazun), de Bais, d'Aignac, de Ménac et de Brécun (ou Brécan). Le bourg occupe l'île Pendille.
Saint-Joachim possède un nom en gallo, la langue d'oil de Haute-Bretagne : Saint-Jouacin ou Saint-Jouachâin. La variante Saint-Ouacin a également été collectée à l'oral à Sainte-Reine-de-Bretagne.
Le nom de la commune a été traduit en breton à la fin du XXe siècle en Sant Yoasin.

## Histoire

### Moyen Âge et Temps modernes
Saint-Joachim, qui n'a jamais dépendu d'une seigneurie était assujettie au duché de Bretagne dont elle relevait directement et partageait les droits collectifs du marais avec les habitants des 14 paroisses de la Brière : Besné, Crossac, Donges, Escoublac, Guérande, Herbignac, La Chapelle-Launay, Missillac, Montoir, Pontchâteau, Prinquiau, Saint-André-des-Eaux, Saint-Lyphard et Saint-Nazaire forment ces 14 paroisses.
Le 8 août 1461, François II duc de Bretagne, par une lettre patente, reconnait les droits des brièrons. La duchesse Anne ratifie la lettre patente de son père François II. Au cours des siècles, ce privilège a été confirmé plusieurs fois par ordonnance royale ou lettres patentes.
Le 20 juin 1677 une chapellenie est créée à Saint-Joachim.
En 1771 est créée la paroisse de la Chapelle-des-Marais, détachée de Missillac ; suivront Saint-Joachim détachée de Montoir (dont elle n'était précédemment qu'une trève), Sainte-Reine détachée de Pontchâteau, puis Trignac, Saint-Malo-de-Guersac, La Turballe et Pornichet.
Selon A. Marteville et P. Varin, continuateurs d'Ogée, « ce fut vers 1745 qu'on commença à baptiser à Saint-Joachim, alors petite chapelle. L'église, bâtie en 1785 par un sieur Croleau, a été brûlée en 1793. Les registres, qui avaient été cachés dans les lambris du chœur , furent brûlés également. On peut voir, dans un leu dit les Pierre-Néçais, un amas de pierres non taillées qui, selon la tradition, seraient les ruines d'un ancien château, ce que rien ne justifie (...). Vers 1768 un arrêt du Parlement de Bretagne avait interdit les inhumations sur le territoire de Saint-Joachim [car ce n'était qu'une trève et non une paroisse] ; mais les mariages s'y célébraient encore en 1777 ».

### Révolution française
En 1790, Saint-Joachim devient une commune. Un nouveau nom lui est ensuite momentanément attribué : « Les Isles ». Avant 1801, le nom initial est rétabli.
La Révolution reconnut les droits briérons par le décret du 5 janvier 1791 et la loi du 28 août 1792. Ces textes établissent de façon irréfutable la possession indivise de la Grande Brière Mottière et des marais. Les Brièrons ont le droit d'usage sur le roseau, droit de pâture pour le bétail et droit de tourbage.
L'église paroissiale est incendiée le 29 septembre 1793 par les troupes du général Avril.

### LeXIXesiècle
La paroisse de Saint-Joachim est créée en 1802, l'abbé Jacques Vaillant en étant le premier curé. Une nouvelle église remplaçant celle incendiée en 1793 ouvre en 1803 à l'intérieur de l'ancien cimetière.
A. Marteville et P. Varin, continuateurs d'Ogée, décrivent ainsi Saint-Joachim en 1853 :

« Saint-Joachim (sous l'invocation de saint Joachim et de sainte Anne) ; commune formée de l'ancienne trève de Montoir, aujourd'hui succursale. (...). Principaux villages : Île-de-Mazin, Chiloux, Île-de-Bais, Île et village de Ménac, Île-de-la-Lande, la Ville, la Clairvaux, Souzelonne, la Rénaie, le Millaud, le Pintré, le Pouet, les Moyons, les Martins, l'Étage, le Chef-de-l'Isle, la Rochette, les Grandes-Levées, le Chat-Fourré, île de Pandille, le Long. (...) Moulins Neuf, Vieux, de Brécan. (...) Cette commune, située au centre de ce pays tourbeux qu'on nomme la Brière, se compose de cinq îles plus ou moins marécageuses, dont les habitants sont heureux, sinon riches, grâce à l'exploitation des tourbes. Mais, il faut le dire, le Briéron vit durement ; il se contente de lait caillé, de lard, de pommes de terre, de pain de seigle et de quelques bouillies. La tourbe n'est malheureusement pas inépuisable, et l'on peut déjà prévoir l'époque à laquelle les habitants de Saint-Joachim seront réduits à une affreuse misère [prédiction qui s'est avérée fausse]. (...) Géologie : tourbe recouvrant le gneiss et le granite. On parle le français. »

Une nouvelle église paroissiale Saint-Joachim est victime à son tour d'un incendie le 25 décembre 1858. Elle est remplacée par une nouvelle église  (l'actuelle) construite progressivement à partir de 1861 (la bénédiction de la première pierre de la nouvelle église par Mgr Laroche, évêque de Nantes, date du 14 juillet 1861). En attendant, un lieu de culte provisoire, en bois, fut construit dans le chemin menant au presbytère.
En 1860, à Saint-Joachim, commune peuplée alors de 4 000 habitants environ, on recensait 12 capitaines de navire, 245 matelots, 43 novices, 40 mousses, 240 marins hors de service et 434 charpentiers de navire.
La nouvelle église ouvre en 1862, mais n'est en fait achevée que pour sa consécration par Mgr Laroche le 30 septembre 1895 ; elle possède un vitrail évoquant des Volontaires de l'Ouest à la bataille de Loigny le 2 décembre 1870.
« Autrefois, à quatre kilomètres de Saint-Joachim, à Royé, on lançait dans le Brivet de nombreuses chaloupes briéronnes. Plus de 80 de ces embarcations remontaient l'estuaire jusqu'à Nantes à l'époque de la vente de la tourbe ».

### LeXXesiècle

#### La Belle Époque
Les inondations en Brière étaient fréquentes : pendant l'hiver 1903-1904 par exemple, mais aussi à de nombreuses autres dates, comme au début de février 1936

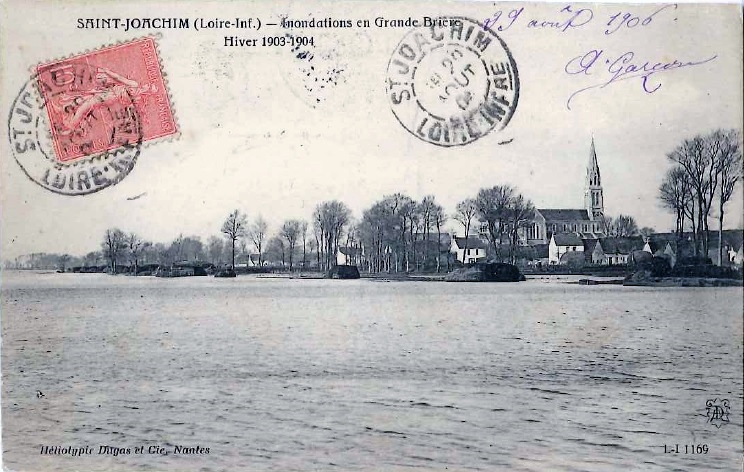
Les inondations de l'hiver 1903-1904 à Saint-Joachim (carte postale).

#### La Première Guerre mondiale
Le monument aux morts de Saint-Joachim porte les noms de 141 soldats et marins morts pour la France pendant la Première Guerre mondiale dont 8 morts sur le front belge (parmi eux 3 ont été tués dès le 22 août 1914, Pierre Marie David et Joseph Oscar Thomas à Maissin et Joseph Saunier à Arsimont), 2 en Grèce dans le cadre de l'expédition de Salonique (Gabriel Mahé, mort de maladie contractée en service et Henri Moyon, décédé à Salonique le 7 janvier 1919, donc après l'armistice), 1 en Italie (Pierre Clair Vince à Livourne) et la plupart des autres sur le sol français, à l'exception de Marcel Halgand, matelot canonnier, mort accidentellement à bord du croiseur auxiliaire Champagne le 20 octobre 1916 à proximité d'Arkhangelsk. Parmi eux, 5 (Arsène Aoustin, Guillaume Aoustin, Lucien Aoustin, Raymond Aoustin et Luc Vince) ont été décorés de la Médaille militaire et de la Croix de guerre et 6 (Henri Aoustin, Jean-Baptiste Aoustin, Joseph Aoustin, Henri Halgand, Clément Moyon et Augustin Vince) de la Croix de guerre.

#### L'Entre-deux-guerres
L'exploitation de la tourbe a perduré pendant l'Entre-deux-guerres et l'immédiat Après-Seconde-Guerre-mondiale.

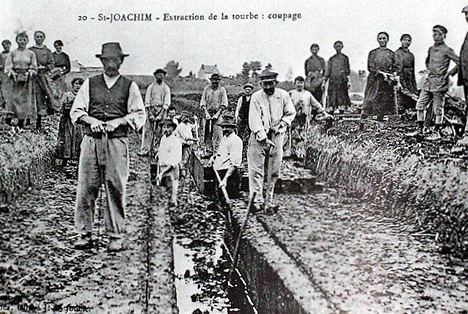
Extraction de la tourbe à Saint-Joachim vers 1920.
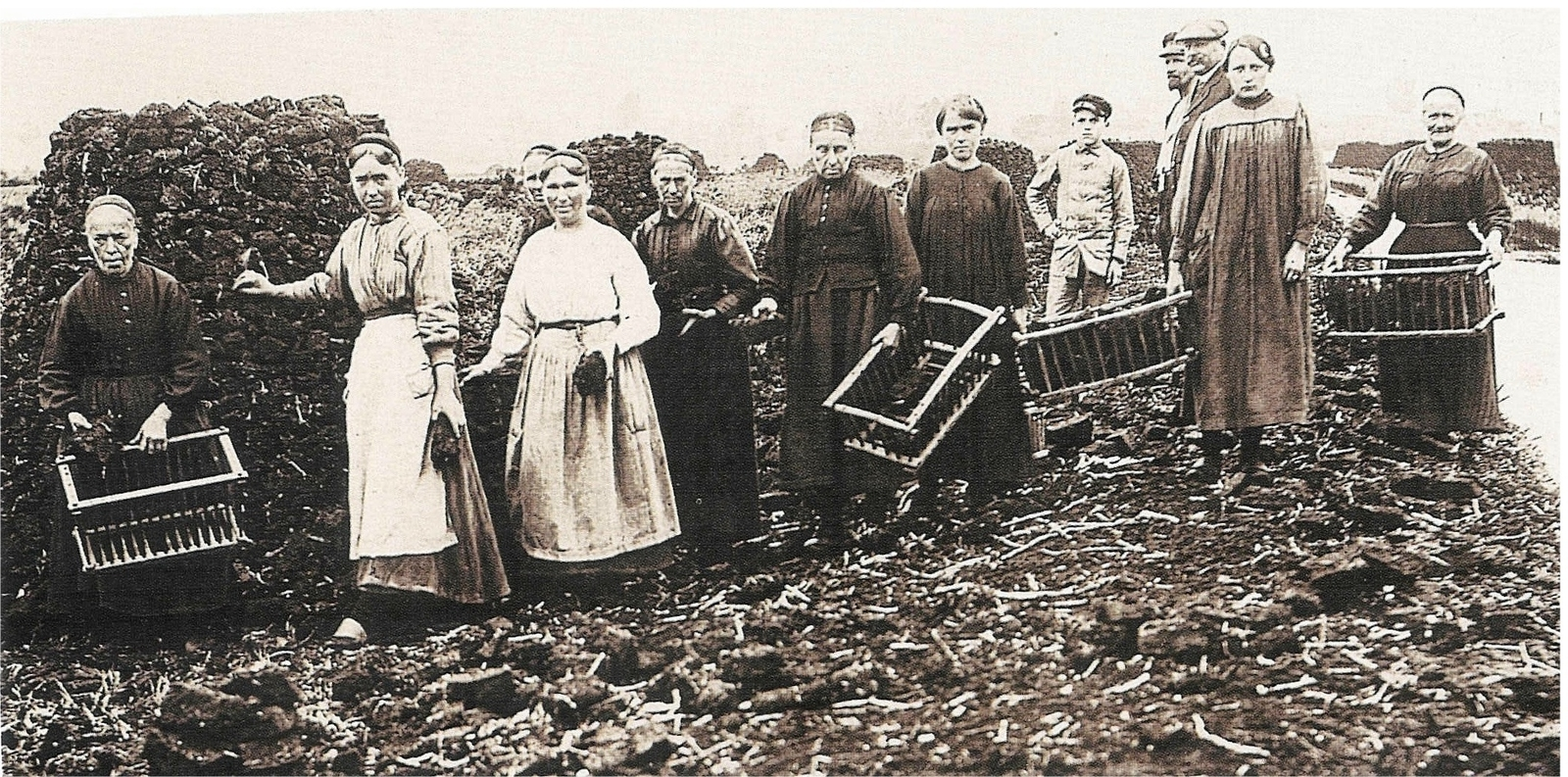
Coupe de la tourbe à Saint-Joachim (marais de Brière) vers 1920.

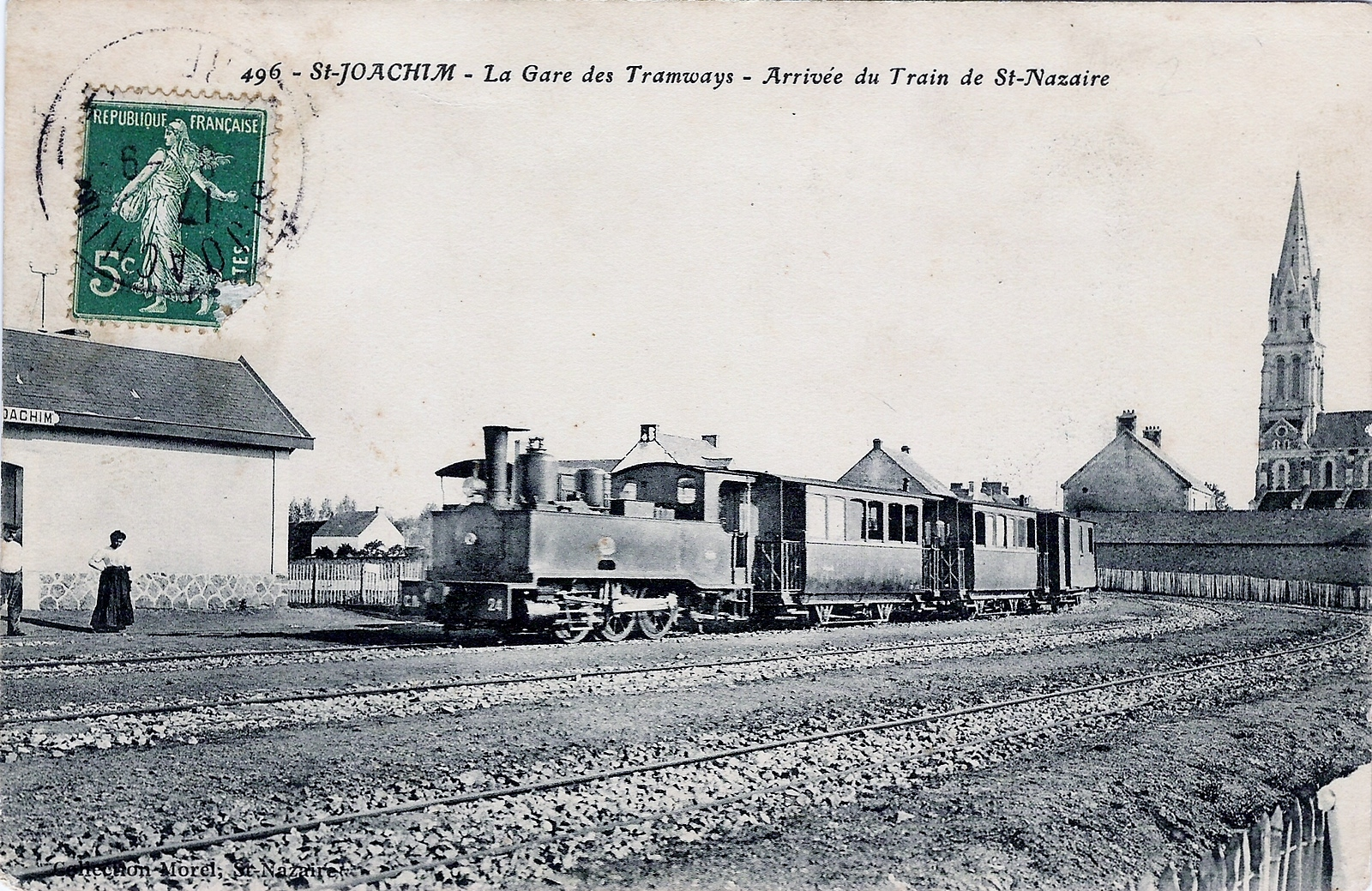
Saint-Joachim: l'arrivée du petit train de Saint-Nazaire en 1930 (Compagnie morbihannaise).

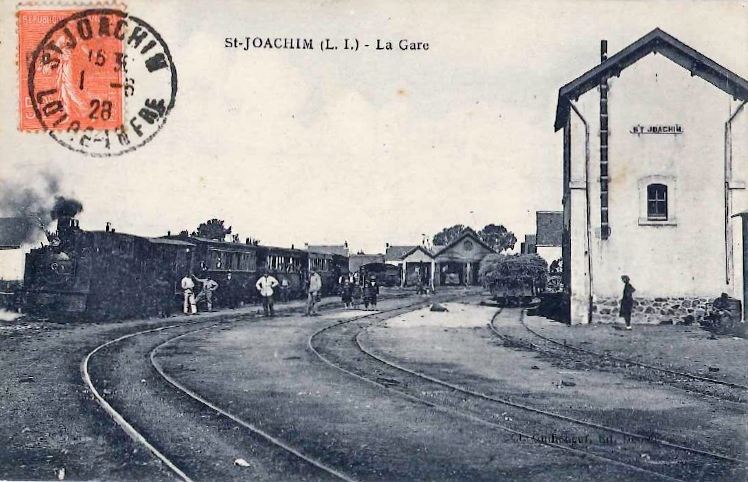
La gare de Saint-Joachim en 1928.

La Compagnie des chemins de fer du Morbihan, à la suite d'une convention conclue en 1902 entre le Conseil général de Loire-Inférieure et celui du Morbihan ouvrit en 1907 trois lignes de tramway dans le département de Loire-Inférieure dont celle allant de La Roche-Bernard à Saint-Nazaire, laquelle desservait Saint-Joachim. Cette ligne, dont l'entretien est médiocre et les wagons surchargés selon un article publié en 1940, ferma en 1947.

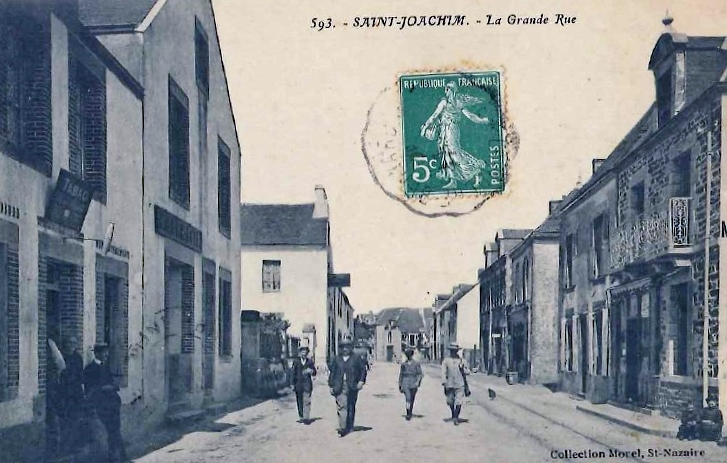
Saint-Joachim : la Grande Rue vers 1930 (carte postale).

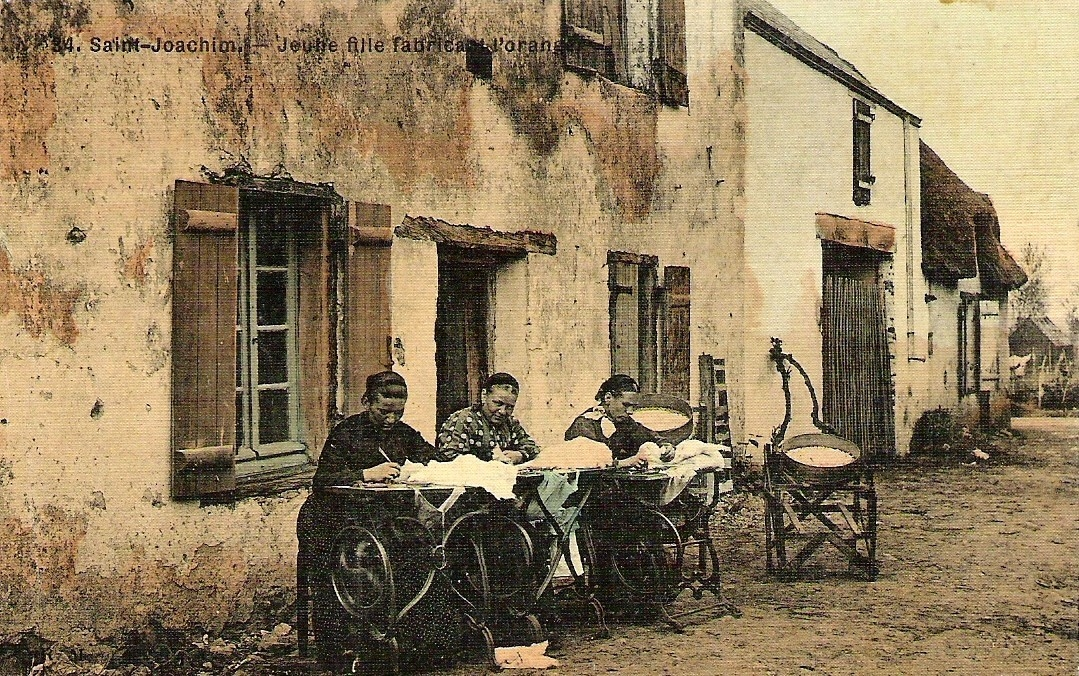
Saint-Joachim : fabrication de fleurs d'oranger vers 1930 (carte postale, auteur inconnu).

Le 24 août 1930 une école professionnelle destinée à former des ouvriers de la construction navale, financée par Hubert de Montaigu, député, fut inaugurée par André François-Poncet, alors ministre de l'économie nationale. Le journal L'Ouest-Éclair écrit : « Saint-Joachim n'offre aux visiteurs que peu d'attraits. On trouve une minuscule chapelle, dédiée à la Vierge du Bon Secours ; une église coquette, des maisons quelconques, alignées comme à la parade, de chaque côté d'un chemin, d'ailleurs en mauvais état; et une hôtellerie très modeste, où l'on vous sert l'anguille et le gibier d'eau, la tanche et le caneton avec les sauces du pays. (...) Un dicton proclame que tout Briéron vient au monde avec un compas dans ses langes... Et c'est vrai, Saint-Joachim, depuis d'innombrables olympiades, fournit, à tous nos chantiers de constructions navales de France, des ouvriers spécialisés qui n'ont pas leurs pareils pour nous construire des bateaux. Le deuxième adjoint, M. Vince (...), nous confiait qu'il y avait actuellement 2 000 enfants de Saint-Joachim répartis dans les chantiers de Penhoët, de la Loire, de Bretagne à Nantes, de Dieppe, de Rouen, de Caen, de Paris, du Trait, de Toulon, etc.. (...) Le pays, sans les constructions navales, ne nourrirait pas les habitants ».
La fabrication des fleurs artificielles était une spécialité de la Brière et on comptait alors à Saint-Joachim deux établissements spécialisés dans cette activité. La fabrication de fleurs d'oranger, lesquelles servaient à la confection de couronnes portées par les femmes le jour de leur mariage (souvent conservées disposées sur un coussin rouge ensuite sous un globe placé bien en vue dans la maison) a été une activité des femmes de Saint-Joachim à partir de 1892 et jusqu'en 1935 (ces fleurs étaient exportées un peu partout en Europe), date de la destruction d'une bonne partie de l'atelier de fabrication Moyon-Lambert à la suite de l'explosion d'un moteur à gaz. Cet atelier employait 40 ouvrières en 1921, leur nombre montant jusqu'à 120 en 1935.

#### La Seconde Guerre mondiale
Comme ses voisines briéronnes de l'arrière pays nazairien, Saint-Joachim s'est trouvée prise à la fin de la Seconde Guerre mondiale dans la Poche de Saint-Nazaire ce qui lui valut une prolongation de l'Occupation allemande de 9 mois de plus que le reste de la région (d'août 1944 au 11 mai 1945)
En tout 12 personnes de Saint-Joachim ont perdu la vie lors de la Seconde Guerre mondiale à la suite des bombardements, de la déportation, de la captivité, mais aussi à cause des combats du front. Parmi elles par exemple Joseph Alphonse Aoustin, soldat au 5e régiment d'infanterie est mort pour la France sous un bombardement à Poilcourt (Ardennes) le 20 mai 1940.
Fernand Vince, né le 16 décembre 1924 à Saint-Joachim, et André Guichard, né le 14 septembre 1919 à Saint-Nazaire, furent tués par deṣ soldats allemands le 10 août 1944 à Guenrouët alors qu'ils se déplaçaient simplement pour acheter du pain.

#### L'après Seconde Guerre mondiale
Quatre soldats (Guy Armand Aoustin, René Héméry, Serge Moyon et Camille Vince) originaires de Saint-Joachim sont morts pour la France pendant la Guerre d'Algérie.

### LeXXIesiècle

#### L'exploitation du «Noir de Brière»
Depuis le 1er janvier 2018, c'est le syndicat du bassin-versant du Brivet (SBVB) qui a la compétence pour la gestion des milieux aquatiques dans le marais de Brière et en particulier pour le curage des canaux. La société "La Florentaise" fabrique et commercialise terreaux et supports de culture obtenus à partir du « Noir de Brière », formé par la décomposition des espèces végétales qui se développent dans le marais ou de sédiments apportés, favorisant l'extension des roselières, depuis l'arrêt de l'extraction de la tourbe dans la décennie 1960, et dont elle utilise environ 8 500 tonnes chaque année, évacués, après avoir été laissé décanter pendant deux ans, puis asséché, par des barges jusqu'au port de Kerfeuille (en La Chapelle-des-Marais), avant d'être acheminé à Saint-Mars-du-Désert ou Saint-Escobille (Essonne) où il est incorporé dans des terreaux à label écologique.

## Héraldique
| Blason | Blasonnement : Parti de 1, coupé ondé de 1 : au 1) d'or à un symbole de trace de canard à l'ongle du doigt dextre sectionné de sable; au 2) d'azur à la fouëne, posée en barre mouvant du chef, retenant dans ses dents une anguille tortillée, le tout au naturel; au 3) d'azur plain; au 4) d'or plain; à une couronne de fleurs d'oranger d'argent, feuillée de sinople, brochant sur les quartiers en pointe ; le tout au chef d'argent chargé de sept mouchetures d'hermine de sable ordonnées 4 et 3. Commentaires : La foëne est mouvante du chef. La marque de canard représente une trace de patte de canard (stylisée) avec une incision à un doigt (une coupure d'un ongle, plus précisément), incision traditionnelle de la Brière : le marquage des canards consistait à pratiquer des incisions dans la palmure et à couper les ongles des doigts ; il se faisait sur les deux pattes. Les règles de la technique étaient codifiées de longue date. Les incisions des palmes demeuraient bien visibles et les ongles coupés ne repoussaient pas, ce qui garantissait la pérennité de la marque. La marque servait à distinguer les canards entre eux, car ceux-ci s'éloignaient des habitations et se mélangeaient entre eux. L'écartelé d'or et d'azur rappelle les armes des seigneurs de Donges. |

## Politique et administration
| Période                                  | Période         | Identité              | Étiquette | Qualité                                                         |
| ---------------------------------------- | --------------- | --------------------- | --------- | --------------------------------------------------------------- |
| Les données manquantes sont à compléter. |                 |                       |           |                                                                 |
| avant 1800                               | 1815            | Pierre Halgand        |           | Laboureur.                                                      |
| 1815                                     | 1821            | Pierre Vince          |           |                                                                 |
| 1821                                     | 1829            | Jean Olivaud          |           |                                                                 |
| 1829                                     | 1830            | Jean Morand           |           |                                                                 |
| 1830                                     | 1837            | Pierre Halgan         |           |                                                                 |
| 1837                                     | 1838            | Nicolas Gouray        |           | Laboureur et cabaretier.                                        |
| 1838                                     | 1840            | Marc Thomas           |           | Cultivateur et marchand de tourbe.                              |
| 1840                                     | 1843            | Pierre Mahé           |           |                                                                 |
| 1843                                     | 1847            | Pierre Audrain        |           | Cabaretier et cultivateur.                                      |
| 1847                                     | 1854            | Denis Fouré           |           |                                                                 |
| 1854                                     | 1860            | Pierre Halgan         |           | Cultivateur.                                                    |
| 1860                                     | 1868            | Rabat                 |           |                                                                 |
| 1868                                     | 1875            | Pierre Philippe       |           |                                                                 |
| 1875                                     | 1875            | Jean-Marie Sauzereau  |           |                                                                 |
| 1875                                     | 1876            | Jean-Baptiste Vince   |           |                                                                 |
| 1876                                     | 1884            | Joseph Aoustin        |           | Charpentier                                                     |
| 1884                                     | 1888            | Jean-Baptiste Moyon   |           | Marin                                                           |
| 1888                                     | 1896            | Philippe Jean         |           |                                                                 |
| 1896                                     | 1898            | Pierre Philippe       |           |                                                                 |
| 1898                                     | 1900            | Pierre Vince          |           | Cultivateur.                                                    |
| 1900                                     | 1907            | Ephrem Moyon          |           | Démissionne en 1907.                                            |
| 1907                                     | après 1910      | Placide Dujour        |           | Menuisier.                                                      |
| avant 1922                               | 1923            | Auguste Guéno         |           | Instituteur, puis directeur d'école.                            |
| 1923                                     | après 1926      | Philippe de Ybarlucéa |           | Propriétaire. Horloger. Démissionne en 1926.                    |
|                                          | décembre 1928 ? | Louis Corbillé        |           |                                                                 |
| avant 1929                               | février 1932    | Daniel Mahé           |           | Démissionnaire                                                  |
| février 1932                             | mai 1935        | Joseph Aoustin        |           |                                                                 |
| mai 1935                                 | après 1941      | Pierre Leroux         |           |                                                                 |
| vers 1949                                | mai 1953        | Auguste David         |           | Chef d’atelier au chantier de la Loire                          |
| mai 1953                                 | mars 1959       | Athanase Chédaleux    |           |                                                                 |
| mars 1959                                | mars 1965       | Jean Souquet          |           |                                                                 |
| mars 1965                                | janvier 1980    | Julien Saulnier       | PCF       | Décédé en fonction                                              |
| février 1980                             | mars 1983       | Marcel Pézeron        |           | Artisan menuisier, ancien premier adjoint                       |
| mars 1983                                | mars 2008       | Marc Justy            | PCF       | Fraiseur à la SNIAS, maire honoraire                            |
| mars 2008                                | 24 mai 2020     | Marie-Anne Halgand    | PS        | Cadre acheteur retraitée Vice-présidente de la CARENE (2008 → ) |
| 24 mai 2020                              | En cours        | Raphaël Salaün        | DVG       | Technicien en industrialisation aéronautique                    |

## Population et société

### Démographie
Selon le classement établi par l'Insee, Saint-Joachim fait partie de l'aire urbaine, de la zone d'emploi et du bassin de vie de Saint-Nazaire et de l'unité urbaine de Saint-Joachim - Saint-Malo-de-Guersac. Toujours selon l'Insee, en 2010, la répartition de la population sur le territoire de la commune était considérée comme « peu dense » : 78 % des habitants résidaient dans des zones « intermédiaires » et 22 % dans des zones « peu denses ».

#### Évolution démographique
Les données concernant 1793 sont perdues.
L'évolution du nombre d'habitants est connue à travers les recensements de la population effectués dans la commune depuis 1800. Pour les communes de moins de 10 000 habitants, une enquête de recensement portant sur toute la population est réalisée tous les cinq ans, les populations de référence des années intermédiaires étant quant à elles estimées par interpolation ou extrapolation. Pour la commune, le premier recensement exhaustif entrant dans le cadre du nouveau dispositif a été réalisé en 2008.

En 2022, la commune comptait 4 125 habitants, en évolution de +3,57 % par rapport à 2016 (Loire-Atlantique : +6,68 %, France hors Mayotte : +2,11 %).
| 1800  | 1806  | 1821  | 1831  | 1836  | 1841  | 1846  | 1851  | 1856  |
| ----- | ----- | ----- | ----- | ----- | ----- | ----- | ----- | ----- |
| 2 039 | 2 038 | 2 442 | 3 061 | 3 054 | 3 280 | 3 526 | 3 886 | 4 195 |

| 1861  | 1866  | 1872  | 1876  | 1881  | 1886  | 1891  | 1896  | 1901  |
| ----- | ----- | ----- | ----- | ----- | ----- | ----- | ----- | ----- |
| 4 281 | 4 587 | 4 672 | 4 624 | 4 688 | 4 770 | 4 705 | 4 863 | 5 024 |

| 1906  | 1911  | 1921  | 1926  | 1931  | 1936  | 1946  | 1954  | 1962  |
| ----- | ----- | ----- | ----- | ----- | ----- | ----- | ----- | ----- |
| 4 994 | 4 684 | 4 680 | 4 411 | 4 174 | 3 963 | 4 567 | 4 231 | 4 078 |

| 1968  | 1975  | 1982  | 1990  | 1999  | 2006  | 2008  | 2013  | 2018  |
| ----- | ----- | ----- | ----- | ----- | ----- | ----- | ----- | ----- |
| 4 152 | 4 161 | 4 253 | 3 994 | 3 773 | 3 915 | 3 956 | 3 917 | 4 082 |

| 2022  | - | - | - | - | - | - | - | - |
| ----- | - | - | - | - | - | - | - | - |
| 4 125 | - | - | - | - | - | - | - | - |

#### Pyramide des âges
La population de la commune est relativement jeune.
En 2018, le taux de personnes d'un âge inférieur à 30 ans s'élève à 33,5 %, soit en dessous de la moyenne départementale (37,3 %). À l'inverse, le taux de personnes d'âge supérieur à 60 ans est de 28,5 % la même année, alors qu'il est de 23,8 % au niveau départemental.
En 2018, la commune comptait 2 021 hommes pour 2 061 femmes, soit un taux de 50,49 % de femmes, légèrement inférieur au taux départemental (51,42 %).
Les pyramides des âges de la commune et du département s'établissent comme suit.
| Hommes | Classe d’âge | Femmes |
| ------ | ------------ | ------ |
| 0,2    | 90 ou +      | 1,8    |
| 8,3    | 75-89 ans    | 12,1   |
| 16,9   | 60-74 ans    | 17,6   |
| 20,5   | 45-59 ans    | 19,0   |
| 19,0   | 30-44 ans    | 17,5   |
| 16,1   | 15-29 ans    | 14,4   |
| 19,0   | 0-14 ans     | 17,6   |

| Hommes | Classe d’âge | Femmes |
| ------ | ------------ | ------ |
| 0,6    | 90 ou +      | 1,8    |
| 6      | 75-89 ans    | 8,6    |
| 15,1   | 60-74 ans    | 16,4   |
| 19,4   | 45-59 ans    | 18,8   |
| 20,1   | 30-44 ans    | 19,3   |
| 19,2   | 15-29 ans    | 17,4   |
| 19,5   | 0-14 ans     | 17,6   |

## Lieux et monuments
- L'église Saint-Joachim (1895), construite pour remplacer l'ancienne détruite le 25 décembre 1858. Son clocher culmine à 50 mètres.
- La chapelle Notre-Dame-de-Bon-Secours, bénie le 1er juin 1762[47], est l'édifice le plus ancien de la commune. Cet oratoire maritime témoigne du poids des activités traditionnelles de navigation et de construction de bateaux en Brière, chapelle mortuaire dédiée aux cérémonies pour les disparus en mer ou dans les conflits. Elle sera le point de départ du futur bourg de Saint-Joachim au XIXe siècle[48], mairie, école et poste seront implantées à proximité. Une mobilisation citoyenne en 1988 a permis d'éviter sa démolition autour d'une association culturelle "La pierre chaude".
- La chapelle Saint François.
- La « Maison de la Mariée » est située sur l'île de Fédrun. Habitat traditionnel couvert de chaume, ce musée permet de découvrir une collection de couronnes de fleurs d'oranger que les femmes de Saint-Joachim confectionnaient autrefois[49].

La commune compte 5 monuments historiques. Ce sont plusieurs monuments mégalithiques qui ont été classés comme en 1981 :
- Cairn funéraire sur l'îlot du Trésor[50] ;
- Enclos funéraire à Lucas la Palette[51] ;
- Ensemble mégalithique sur la Petite Butte des Roches[52] ;
- Ensemble préhistorique sur l'îlot de la Butte aux Pierres[53] ;
- Ensemble de sépultures mégalithique à la Butte aux Gorzeaux[54].

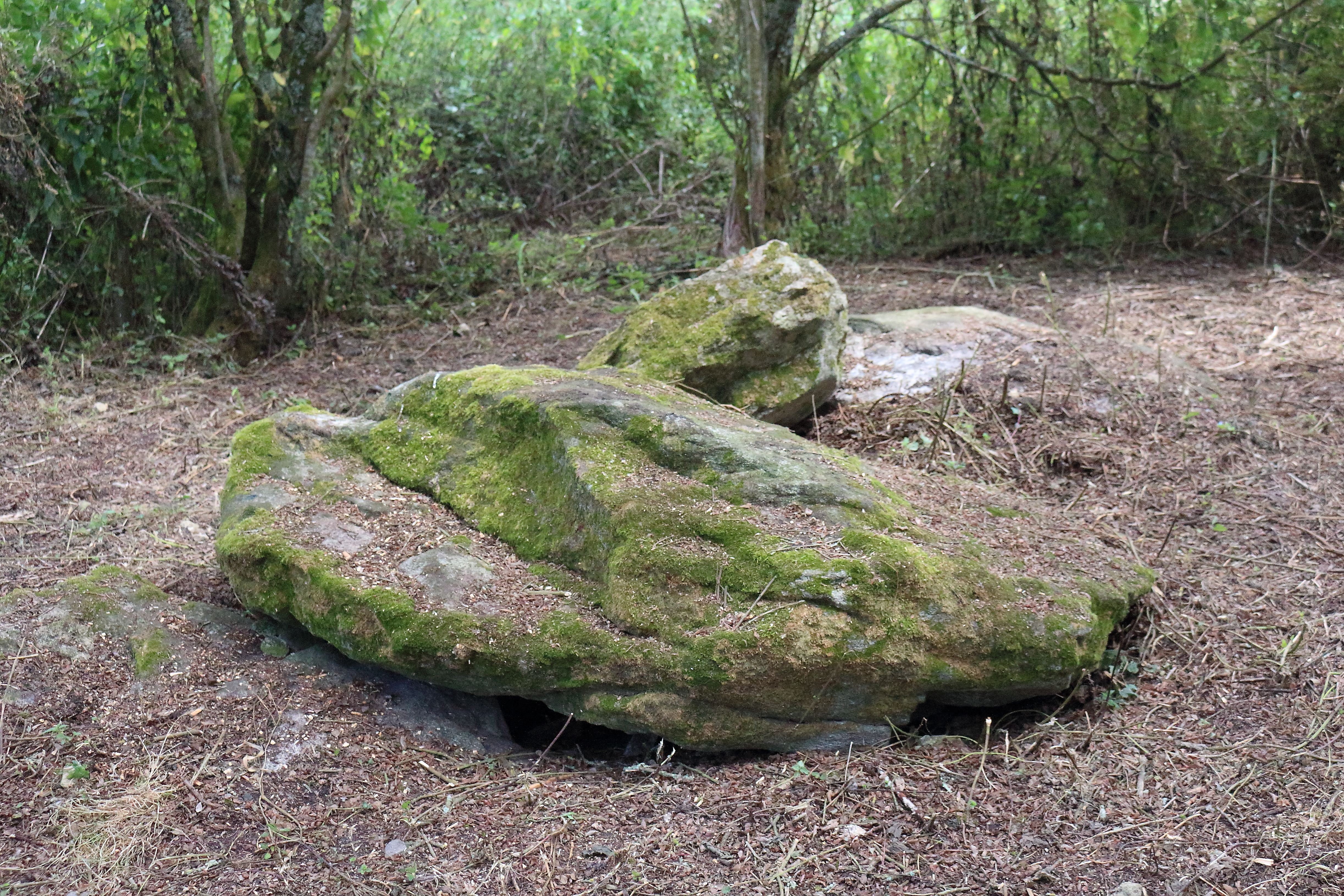
Le dolmen de la butte de Gorzeaux.

## Personnalités liées à la commune
- Georges Vince, artiste (peintre, sculpteur ; abstrait, puis figuratif) né à Saint-Joachim le 20 mars 1913 (décédé le 26 mars 1991).

## Divers
Selon le découpage de la région Bretagne fait par Erwan Vallerie, Saint-Joachim fait partie du pays traditionnel de la Brière et du pays historique du Pays Nantais.